# Smolnice
Smolnice är en ort i Tjeckien.   Den ligger i regionen Ústí nad Labem, i den nordvästra delen av landet, 50 km nordväst om huvudstaden Prag. Smolnice ligger 320 meter över havet och antalet invånare är 371.
Terrängen runt Smolnice är varierad, och sluttar norrut. Runt Smolnice är det ganska glesbefolkat, med 23 invånare per kvadratkilometer. Närmaste större samhälle är Louny, 6,5 km nordväst om Smolnice. Omgivningarna runt Smolnice är en mosaik av jordbruksmark och naturlig växtlighet.